# سيد كيتسون
سيد كيتسون (بالإنجليزية: Syd Kitson)‏ هو لاعب كرة قدم أمريكية أمريكي، ولد في 27 سبتمبر 1958 في أورانج ‏ في الولايات المتحدة.

## وصلات خارجية
- سيد كيتسون على موقع مرجع كرة القدم المحترفة.كوم (الإنجليزية)